# Monica (musikalbum)
Monica är sångerskan Monica Zetterlunds sjätte studioalbum, inspelat 1967 tillsammans med Carl-Axel Dominiques Orkester. 

## Låtlista
1. Sweet Georgie Fame (musik: Blossom Dearie/Sandra Harris, sv.text: Stig Claesson)
2. Nu är det bra ("Quietly There", musik: Johnny Mandel, sv.text Olle Adolphson)
3. Ellinor Rydholm ("Eleanor Rigby", musik: John Lennon & Paul McCartney, sv.text: Beppe Wolgers)
4. Regnets sång ("How My Heart Sings", musik: Earl Zindars, sv.text: O.Adolphson)
5. Alfie (musik: Burt Bacharach, text: Hal David)
6. Brandvaktens sång ("Ida Lupino", musik: Carla Bley/Paul Haines, sv.text: Tage Danielsson)
7. Nu haver jag bedragit dig (text: M. Zetterlund)
8. En haltande sommarvals (musik: Bo-Göran Edling, text: Peter Himmelstrand)
9. Dumma vi var ("Foolish We Were", text & musik: Peter Totth)
10. Vers på Värmlandsfötter (musik: Maffy Falay, text: S. Claesson)
11. Sov ("Bachianas brasileiras", musik: Heitor Villa-Lobos, text: B. Wolgers)
12. En man och en kvinna ("Un homme et une femme", musik: Francis Lai, sv.text: Björn Lindroth)
13. Tillägnan ("Memory", musik: Steve Kuhn, text: Tage Danielsson)

## Medverkande musiker
- Monica Zetterlund – Sång
- Gunnar Wennberg – Valthorn
- Bengt Christiansson – Flöjt
- Eje Karlsson – Flöjt
- Yngve Sandström – Flöjt
- Knud Jørgensen – Piano
- Palle Danielsson – Bas
- Björn Alke – Bas
- Reimers Ekberg – Trummor
- Bengt Rosengren – Tenorsaxofon
- Bertil Pettersson – Trombon
- Eje Thelin – Trombon
- Jan Allan – Trumpet
- John Konshaug – Gitarr
- Bengt Ernryd – Cornett
- Lars Arvinder – Viola
- Andela Costea – Viola
- Nicolae Costea – Viola
- Ebbe Grims-land – Viola
- Niels Heie – Viola
- Olle Hyllbom – Viola
- Stanislav Kodad – Viola
- Inge Möller – Viola